# Kögelberg (Oststeirisches Hügelland)
Der Kögelberg ist ein 441 m ü. A. hoher Berg der Umrahmung des Grazer Beckens zum Oststeirischen Hügelland. Er ist als archäologische Fundstelle bekannt.

## Lage und Landschaft
Der Kögelberg befindet sich gut 15 Kilometer südöstlich des Stadtzentrums von Graz, unweit von Kalsdorf. Er liegt direkt oberhalb von Schloss Waasen im Gemeindegebiet von Heiligenkreuz am Waasen, 1 km südlich von St. Ulrich. Der Kamm zwischen Mur und Stiefing, der das Grazer Becken südöstlich begrenzt, endet etwa 5 km südlich. Westlich geht der Grabenbergbach (Erabach) zur Mur bei Neudorf, südlich der Wurzingbach zur Mur bei Wildon, östlich der Götzaubach zur Stiefing bei Kleinfeiting. Im Erabachtal liegt am westlichen Berghang der Ort Turning, nördlich am Kamm Turningberg, östlich direkt am Berg liegt die Streusiedlung Aschnull.

## Archäologie
Das Grazer Becken und die Berge um Graz sind insgesamt prähistorisch ergiebig. 
Am Kögelberg wurde eine jungsteinzeitliche (neolithische) Siedlung gefunden. 
Wegen Planierungsarbeiten mussten 1984 Notgrabungen ausgeführt werden, dabei wurde der Fundplatz teilweise zerstört. Die Archäologen Gerald Fuchs und Diether Kramer fanden dabei ein nur wenige Zentimeter großes Köpfchen einer kleinen menschlichen Figur aus Ton, das Idol vom Kögelberg.
Nach Stilanalysen des Idolbruchstücks, das mit der Graz-iella die älteste gefundene menschliche Figur in der Steiermark ist, ist die Siedlung der Lasinja-Kultur der mittleren Kupfersteinzeit (Kupferzeit, endende Jungsteinzeit) zuzurechnen, die hierorts meist um 3700 v. Chr. beginnend datiert wird und die sich etwa auch am Kanzianiberg findet.
Wegen der Funde am nahen Wildoner Buchkogel wurde auch beginnende Kupferzeit ab 4000 v. Chr. (Epi-Lengyel-Horizont) vermutet. 
Jüngere Meinungen stellen die Figur in die Nähe der mittelneolithischen Vinča-Kultur, die man für 5400–4500 v. Chr. annimmt.

## Wanderung
Der Grazer Umland-Weg passiert direkt unterhalb durch Turning. Der Berg selbst ist auf den Straßen leicht erreichbar.